# Liste der Kulturdenkmale in Einhaus
In der Liste der Kulturdenkmale in Einhaus sind alle Kulturdenkmale der schleswig-holsteinischen Gemeinde Einhaus (Kreis Herzogtum Lauenburg) aufgelistet (Stand: 10. März 2025).

## Legende
In den Spalten befinden sich folgende Informationen:
- Objekt-ID: die Nummer des Kulturdenkmales
- Lage: die Adresse des Kulturdenkmales und die geographischen Koordinaten. Kartenansicht, um Koordinaten zu setzen. In der Kartenansicht sind Kulturdenkmale ohne Koordinaten mit einem roten Marker dargestellt und können in der Karte gesetzt werden. Kulturdenkmale ohne Bild sind mit einem blauen Marker gekennzeichnet, Kulturdenkmale mit Bild mit einem grünen Marker.
- Offizielle Bezeichnung: Bezeichnung des Kulturdenkmales
- Beschreibung: die Beschreibung des Kulturdenkmales
- Bild: ein Bild des Kulturdenkmales

## Bauliche Anlagen
| Objekt-ID     | Lage                                                 | Offizielle Bezeichnung | Beschreibung | Bild                             |
| ------------- | ---------------------------------------------------- | ---------------------- | --- | -------------------------------- |
| 6382          | Auf dem Straßenberg 6 (53° 42′ 45″ N, 10° 43′ 46″ O) | Fachhallenhaus         | Fachhallenhaus; 1797 (d); ehemaliges Durchfahrtsdielenhaus aus Eichenfachwerk mit Reetdeckung. Nördlich angesetzter Wohnteil in Backstein; 1911; dreigeschossiger Steilgiebel mit seitlichem Eingang - Begründung: geschichtlich, städtebaulich, Kulturlandschaft prägend - Schutzumfang: gesamtes Objekt - Denkmaltyp: Bauliche Anlage                                                                 | BW                               |
| 28719         | Auf dem Straßenberg 8 (53° 42′ 43″ N, 10° 43′ 46″ O) | Fachhallenhaus         | Fachhallenhaus; zweite Hälfte 18. Jh.; reetgedecktes ehem. Durchfahrtsdielenhaus, Fachwerk in Eiche mit Bauerntanz und Ausfachungen in Backstein - Begründung: geschichtlich, städtebaulich, Kulturlandschaft prägend - Schutzumfang: gesamtes Objekt - Denkmaltyp: Bauliche Anlage | BW                               |
| 1727 Wikidata | Waldhang (53° 43′ 9″ N, 10° 44′ 24″ O)               | Ansveruskreuz          | Das Kreuz steht seit Mitte des 15. Jahrhunderts an dieser Stelle. Es erinnert an den Märtyrer Ansverus, der hier am 15. Juli 1066 gesteinigt wurde. Das Radkreuz ist aus gotländischem Kalkstein. Alteintragung (Aktualisierung vorgesehen) - Begründung: geschichtlich, künstlerisch, Kulturlandschaft prägend - Schutzumfang: Alteintragung (Aktualisierung vorgesehen) - Denkmaltyp: Bauliche Anlage | weitere Fotos \| Fotos hochladen |

## Quelle
- Liste der Kulturdenkmale in Schleswig-Holstein – Herzogtum Lauenburg (PDF)